# Хюне, Фридрих фон

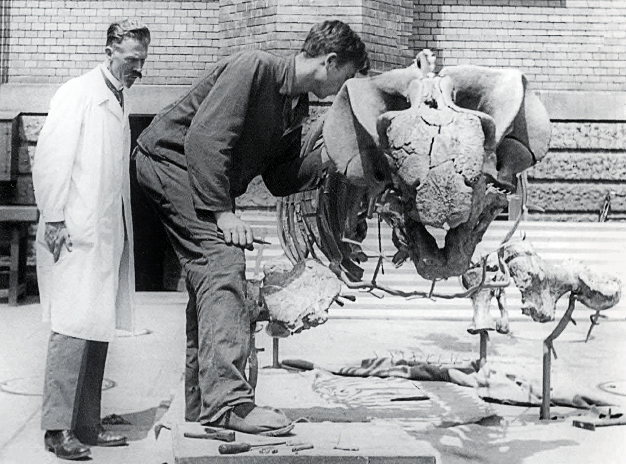
Фридрих фон Хюне вместе с коллегой справа препарируют Stahleckeria potens в 1932 году

фрайхер Фридрих Рихард фон Хойниген (Хюне) (нем. Friedrich Richard Freiherr von Hoyningen genannt Huene; 22 марта 1875 — 4 апреля 1969) — немецкий палеонтолог. В начале XX века ведущий эксперт по ископаемым пресмыкающимся Европы, описал на тот момент времени больше видов динозавров чем кто-либо.

## Биография
После окончания Тюбингенского университета и получения ученой степени кандидата наук Хюне стал там профессором палеонтологии. В течение своей продолжавшейся более 6 десятилетий карьеры исследователя он приобрёл славу специалиста, особенно по динозаврам, за границами Германии и Европы.
Хюне открыл целое стадо из 35 платеозавров, которые были погребены селевой лавиной. Он опубликовал описание таких видов динозавров, как Saltopus (1910), Proceratosaurus (1926), Antarctosaurus (1929) и многих других и выделил несколько важных таксонов более высокого ранга, такие как инфраотряд Prosauropoda (1920) и подотряд Sauropodomorpha (1932).
В 1948 году Хюне получил премию имени Леопольда фон Буха. В 1955 году он стал почётным членом Палеонтологического общества, а в 1952 году — членом Общества палеонтологии позвоночных.
Хюне ставил под вопрос теорию естественного отбора, но при этом не сомневался в существовании эволюции.

## Труды
- Die fossile Reptil-Ordnung Saurischia, ihre Entwicklung und Geschichte. In: Monogr. Geol. Palaeontol. (ser. 1) 4; S. 1—361 (1932)
- Paläontologie und Phylogenie der Niederen Tetrapoden, G. Fischer 1956
- Die Saurierwelt und ihre geschichtlichen Zusammenhänge, G. Fischer 1952, 2. Auflage 1954
- Die Erschaffung des Menschen, Anker Verlag 1952
- Arbeitserinnerungen, Halle, Buchdruck des Waisenhauses 1944
- Die Dinosaurier der europäischen Triasformation mit Berücksichtigung der außereuropäischen Vorkommnisse, Geologische und Paläontologische Abhandlungen, Supplement-Band 1, S. 1—419, Jena, G. Fischer 1908
- Beiträge zur Kenntnis einiger Saurischier der schwäbischen Trias, Neues Jahrbuch für Mineralogie, Geologie und Paläontologie 1915, S. 1—27
- Vollständige Osteologie eines Plateosauriden aus dem schwäbischen Keuper, Geologisch-Paläontologische Abhandlungen, Neue Folge, Band 15, 1926, S. 139—179
- Die Plateosaurier von Trossingen, Die Umschau, Band 4, 1929, S. 880—882
- Lebensbild des Saurischier Vorkommens im obersten Keuper von Trossingen, Palaeobiologica, Band 1, 1928, S. 103—116
- Die südafrikanische Karroo-Formation als geologisches und faunistisches Lebensbild, Borntraeger Verlag 1925 (Fortschritte der Geologie und Paläontologie 4,12)
- Wirbeltierfaunen des permischen Festlandes in Europa und ihre Zusammenhänge, Tübinger Naturwiss. Abh., Band 9, Enke Verlag 1925
- Weg und Werk Gottes in Natur und Bibel: biblische Erörterungen eines Paläontologen, 3. Auflage, Wilhelm Schneider Verlag, Siegen 1947
- Schöpfung und Naturwissenschaft, Quell Verlag der Evangelischen Gesellschaft 1948